# Lompoc
Lompoc ist eine Stadt im Santa Barbara County im US-Bundesstaat Kalifornien mit 44.444 Einwohnern (Stand: 2020).

## Geographie
Die Stadt liegt wenige Kilometer vom Pazifischen Ozean entfernt und ist der Mündungsort des Santa Ynez River.

## Demographie
Bis Ende der 1950er Jahrelebten nur wenige Tausend Menschen in Lompoc. Eine der Hauptgründe für den dann folgenden starken Zuzug war, dass dem wenig entfernten Santa Barbara viele Menschen wegen steigender Mieten den Rücken kehrten. 
Bei der Volkszählung 2010 betrug die Einwohnerzahl 42.434, wovon mehr als die Hälfte auf Weiße europäischer Abstammung entfiel, während mehr als ein Drittel der Bevölkerung von Latinos gestellt wurde. Weitaus geringer war der Anteil von Afroamerikanern oder Asiaten. Es gab einen Männerüberschuss, auf 100 Frauen kamen 114,9 Männer. Das Medianalter der Bevölkerung betrug 33,9 Jahre. Es gab 13.355 Haushalte (aktuelle Einwohner- und Haushaltszahl siehe Kasten rechts).

## Wirtschaft
Wenige Kilometer westlich von Lompoc liegt die Vandenberg Space Force Base, von wo aus nicht nur militärische Satelliten in polare Umlaufbahnen gestartet werden.
Die kalifornische Weinproduktion ist wirtschaftlich von substanzieller Wichtigkeit für die Stadt, wo sich zahlreiche Firmen dieser Branche angesiedelt haben. Bedingt durch die in großer Zahl vorhandenen Weinkeller übt Lompoc auch eine gewisse Anziehung auf Touristen und Weinkenner aus. Auch weitere Agrarkulturen und Fremdenverkehr sind wirtschaftlich von zentraler Bedeutung.

## Partnerstädte
Lompoc hat weltweit fünf Partnerstädte:
- Cheyenne, Wyoming
- Inca, Spanien
- Lake Placid, Florida
- Locarno, Schweiz
- Namwon, Südkorea

## Persönlichkeiten
- Morgan Wallace (1881–1953), Schauspieler
- Margie Adam (* 1947), Sängerin, Pianistin, Singer-Songwriterin und Komponistin
- Kymberly Herrin (1957–2022), Schauspielerin und Playmate
- Carlos Balderas (* 1996), Boxer im Leichtgewicht
- Julián Araujo (* 2001), Fußballspieler